# Davanagere
Davanagere (en maratí: दावणगेरे ) es una ciudad de la India, centro administrativo del distrito de Davanagere, en el estado de Karnataka.

## Geografía
Se encuentra a una altitud de 599 m s. n. m. a 268 km de la capital estatal, Bangalore, en la zona horaria UTC +5:30.

## Demografía
Según estimación 2011 contaba con una población de 464 963 habitantes.